# Церква Різдва Пресвятої Богородиці (Сухостав, УГКЦ)
Церква Різдва Пресвятої Богородиці в Сухоставі — парафія і храм греко-католицької громади Копичинецького деканату Бучацької єпархії Української греко-католицької церкви в селі Сухостав Чортківського району Тернопільської области.

## Історія церкви
Історія греко-католицької парафії та церкви в селі Сухостав починається в XIX столітті.
У 1946—1991 роках парафія і храм належали до РПЦ.
У 1991 році громада села розділилася на дві конфесії: УГКЦ та УАПЦ. У 2018 році громада УАПЦ перейшла до ПЦУ.
Парафія УГКЦ відродилася 21 липня 1991 року. Спочатку богослужіння проводилися на цвинтарі біля каплички.
4 березня 1994 року генеральний вікарій Тернопільської єпархії о. митрат Василій Семенюк освятив і заклав наріжний камінь під будівництво церкви.
У 1996 році храм був збудований, а у 1997 році його освятив владика Тернопільської єпархії Михаїл Сабрига.
У 2000 році церкву внутрішньо оздобили та розмалювали.
При парафії діють Марійська дружина, спільноти «Матері в молитві» та УМХ. Катехизацію проводить священник.
На території парафії знаходяться фігури Матері Божої, Ісуса Христа та хрести парафіяльного значення.

## Парохи
- о. Микола Мелескевич (1855—1890),
- о. Володимир Московський (1890—1892),
- о. Іларій Сіменович (1892—1908),
- о. Іван Сатурський (1908—1911),
- о. Стефан Оробець (1911—1913),
- о. Мар'ян Рогожевський (з 1913, у 1946 р. возз'єднався з РПЦ),
- о. Іван Гура,
- о. Ігор Бойчук (1997—2002, 2004—2007),
- о. Роман Гладій (2002—2004),
- о. Андрій Юськів (2007—жовтень 2002).
- о. Ярослав Безкоровайний (з 7 жовтня 2012).